# Gibarac
Gibarac (cyr. Гибарац) – wieś w Serbii, w Wojwodinie, w okręgu sremskim, w gminie Šid. W 2011 roku liczyła 989 mieszkańców.